# Rosa de Montellà
Rosa de Montellà, Rosa Naudó Carrera, (El Vilar d'Urtx, Cerdanya, 11 de novembre de 1941) és una gestora d'explotacions agràries de l'Alta Cerdanya, membre del consell d'administració de la Mutualité Sociale Agricole des Pyrénées Orientales des del 1977 i Presidenta de la Mutualité Sociale Agricole des Pyrénées Orientales entre els anys 1989-2003. Des del 1977 és membre del consell d'administració de l'Association Joseph Sauvy de la qual fou presidenta entre els anys 2002 i 2014.
Als 18 anys integrà els Jeunes Agriculteurs des Pyrénées-Orientales. Treballà per al desenvolupament de l'agricultura a Cerdanya motivant-ne la diversificació de les activitats: promogué la venda directa de l'agricultor al consumidor i fou impulsora del desenvolupament del turisme rural per evitar l'èxode rural.
Des de l'any 2010 és membre del consell consultor de l'Associació Europea de Cooperació Territorial de l'Hospital de Cerdanya en qualitat de personalitat qualificada.
Al llarg de la seva carrera ha rebut diverses condecoracions per haver presidit la Mutualité Sociale Agricole des Pyrénées Orientales i haver dedicat 51 anys de vida laboral en el desenvolupament i millora de la vida dels agricultors. Entre elles: Chevalier du Mérite Agricole (1976), Officier du Mérite Agricole (1993), Chevalier dans l’Ordre National du Mérite (1997), Commandeur du Mérite Agricole (2000), Chevalier dans l’Ordre National de la Légion d’Honneur (2011) i l'Étoile Européenne du Dévouement Civil.
Avui dia continua el seu compromís amb el territori formant part del Consell de vigilancia de l'Hospital de Perpinyà, l'Hospital de Thuir, l’Agence régionale de santé de Toulouse i al consell consultor del Pôle sanitaire cerdan, de l'Hospital de Cerdanya així com també Presidenta honoraria de l'Associació Joseph Sauvy.